# میکلوش هورتی
ویتِز میکلوش هورتی (مجاری: Vitéz nagybányai Horthy Miklós؛ زاده ۱۸ ژوئن ۱۸۶۸ – درگذشته ۹ فوریه ۱۹۵۷) دریادار و دولتمرد اهل مجارستان و بین دو جنگ جهانی و نیز در زمان جنگ جهانی دوم در ‎۱۹۲۰–۱۹۴۴ نایب‌السلطنه مجارستان بود. او که خدمت را به عنوان افسر نیروی دریایی اتریش-مجارستان در ۱۸۹۶ آغاز کرده‌بود در ۱۹۱۸ نشان دریابانی دریافت کرد. در سال آخر جنگ جهانی اول به سمت فرمانده کل قوا در نیروی دریایی امپراتوری منصوب شد و به دریاسالاری ارتقاء یافت.
در ۱۹۱۹، به دنبال انقلاب گل داوودی و حملهٔ ارتش رومانی، چکسلواکی و یوگسلاوی به مجارستان، هورتی با ارتش ملی به بوداپست بازگشت و متعاقباً از طرف پارلمان دعوت شد که در سمت نایب‌السلطنه کشور را رهبری کند. هورتی در بین دو جنگ رهبری دولتی محافظه‌کار ملی را بر دست گرفت، فعالیت حزب کمونیست مجارستان و حزب صلیب پیکان را ممنوع اعلام کرد و در برابر پیمان تریانون بازپیوندخواهی را سرلوحهٔ سیاست خارجی قرار داد.
در آخر دههٔ سی، سیاست خارجی هورتی از سر ناچاری به اتحادی با آلمان علیه شوروی سوق پیدا کرد. با حمایت آدولف هیتلر، مجارستان توانست مناطق خاصی را که با معاهده تریانون به کشورهای همسایه واگذار شده بود، بازپس بگیرد. عدم تمایل هورتی به مشارکت در جنگ آلمان و تلاش او برای انعقاد قراردادی مخفی با متفقین جنگ جهانی دوم باعث شد که ارتش آلمان مجارستان را در ۱۹۴۴ تحت عملیات مارگارت اشغال کند. پس از آن هورتی دستگیر و به بایرن منتقل شد.
هورتی پس از محاکمه در دادگاه‌های جنایات جنگی نورنبرگ ۱۹۴۸، سال‌های باقی ماندهٔ عمر را در تبعید در پرتغال زندگی کرد. وی به عنوان یک شخصیت تاریخی بحث‌برانگیز در مجارستان معاصر شناخته می‌شود.

## یادداشت
1. ↑  ویتِز نشان شایستگی بود که از ‎۱۹۲۰–۱۹۴۵ اعطاء می‌شد.